# 塚本茂
塚本 茂（つかもと しげる、1903年（明治36年）3月14日 - 1983年（昭和58年）1月25日）は、昭和期の洋画家である。

## 年譜
- 1903年（明治36年）3月14日群馬県多野郡美土里村（現在の藤岡市）に生まれる。父友幸、母たつ。7人兄弟（1男6女）の第3子。
- 1917年（大正6年）14才。前橋中学校入学。在学中雑誌で、中村彝の「エロシェンコの像」の図版を見て感動、また、当時の前橋中学校の美術教師、曽根末次郎の影響を受け、画家を志す。
- 1922年（大正11年）19才。前橋中学校卒業。東京美術学校（現在の東京藝術大学）図画部師範科入学。美校において田辺至、校外で中村彝、藤島武二、牧野虎雄に師事。
- 1924年（大正13年）21才。第5回帝展に50F「緑蔭」初入選、以来15回展まで毎回出品。そのほか在学中に新光洋画会展（新光洋画会賞受賞）、光風会展、太平洋画会展（太平洋画会賞受賞）、槐樹社展（田中賞受賞）に入選および受賞。
- 1925年（大正14年）22才。東京美術学校図画部師範科卒業。神奈川県立湘南中学校（現在の県立湘南高校）教諭となる。以降、藤沢市鵠沼在住。
- 1926年（大正15年）23才。第7回帝展に80F「緑蔭」（前橋公園）入選。
- 1927年（昭和2年）24才。第8回帝展に80F「緑蔭」入選。
- 1928年（昭和3年）25才。第9回帝展に150F「緑蔭」入選。
- 1929年（昭和4年）26才。第10回帝展に80F四角「緑蔭」。
- 1930年（昭和5年）27才。第11回帝展に100F「青衣婦人」入選。
- 1931年（昭和6年）28才。第12回帝展に100F「黒い背景の肖像」入選。
- 1933年（昭和8年）30才。牧野虎雄らの旺玄社創立に参加、社員、審査委員となる。以降1941年（昭和16年）脱退するまで毎年出品。
- 1934年（昭和9年）31才。小林多喜と結婚。第15回帝展に80F「読譜」出品。
- 1935年（昭和10年）32才。第二部会展にF120「或る家族」を出品。
- 1937年（昭和12年）34才。パリで開催された第8回国際美術教育会議の日本代表並びに国際素描コンクール日本予選委員として渡欧。アメリカおよびヨーロッパ各国の美術教育施設を視察（翌年帰国）。文展無鑑査に推奨される。
- 1938年（昭和13年）35才。松坂屋（銀座）で個展開催。渡欧作約100点を出品。第2回文展に「飯塚部隊長」を出品。
- 1940年（昭和15年）37才。紀元2600年奉祝展に100M「月明」を出品。
- 1941年（昭和16年）38才。第4回文展に50特M「富士山」を出品。旺玄社を脱退。群馬美術家協会の創立に参加。
- 1942年（昭和17年）39才。第5回文展に60P「富士山」を出品。
- 1943年（昭和18年）40才。第6回文展に80F「千人針を縫う」を出品。
- 1946年（昭和21年）43才。湘南中学を退職。第1回日展に30P「P令嬢」を出品。
- 1948年（昭和23年）45才。日展出品をやめ、無所属となる。
- 1950年（昭和25年）47才。藤沢市美術家協会の創立に参加。審査委員となる。
- 1955年（昭和30年）52才。藤沢市役所で藤沢在住30周年記念展開催（湘友会主催）。油彩画約200点出品。
- 1960年（昭和35年）57才。横浜髙島屋で還暦記念展開催。
- 1962年（昭和37年）59才。ベルリンで開催された第11回国際美術教育会議に出席のため渡欧。第5回日展に再出品80F「アミアン風景」。
- 1971年（昭和46年）68才。第3回渡欧。
- 1976年（昭和51年）73才。第4回渡欧。
- 1980年（昭和55年）77才。群馬県文化功労者として清水一郎知事より表彰される。
- 1983年（昭和58年）1月25日「急性心不全」により自宅にて79才の生涯を閉じる。

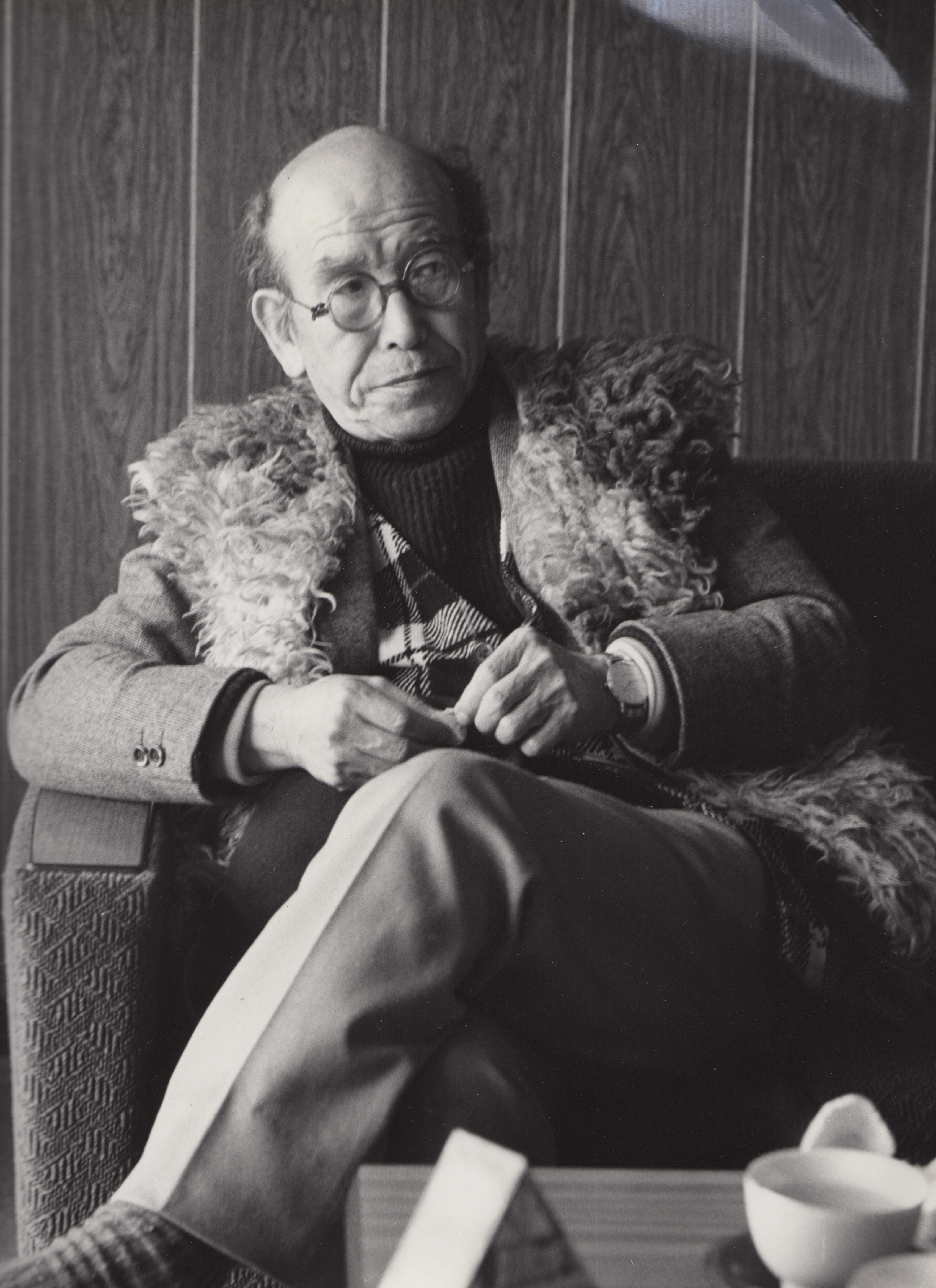
晩年の塚本茂

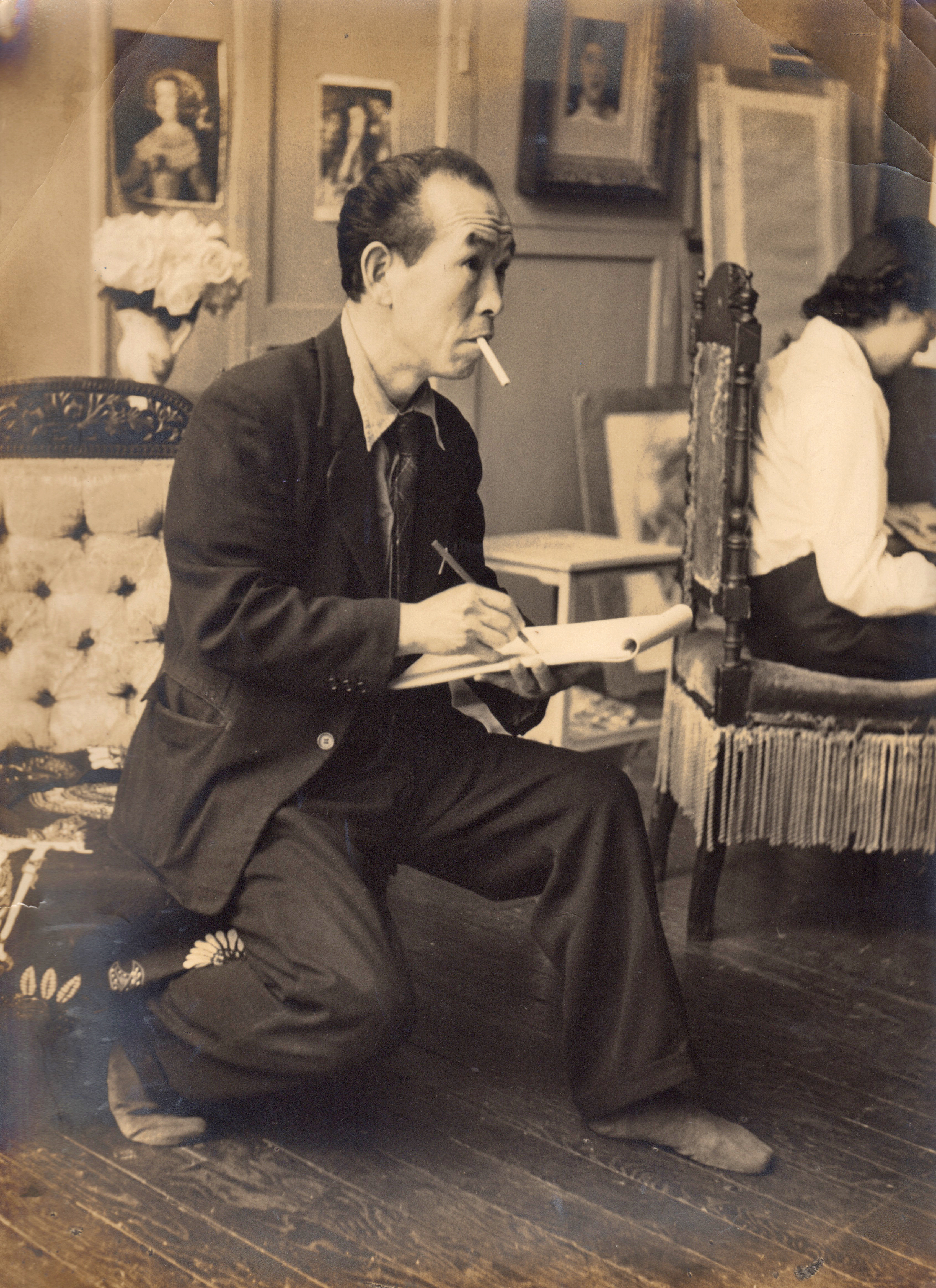
アトリエでエスキースをする塚本茂